# Lago Digdeguash
O lago Digdeguash é um lago de água doce localizado na província de Manitoba, no Canadá.